# Rolex Submariner
 (mai 2022).
La Rolex Oyster Perpetual Submariner est une montre à mouvement automatique fabriquée par Rolex. Elle est conçue pour la plongée et réputée pour sa résistance à l'eau. La première Submariner a été présentée au public en 1953 à la Foire horlogère suisse. Elle est la première montre-bracelet de plongée étanche à 100 mètres. Aujourd'hui, elle est conçue pour résister à la pression exercée à 300 mètres de profondeur. La Rolex Submariner fait partie de la collection Oyster Professional au sein de la gamme Rolex. Ses fonctionnalités comme sa lunette tournante unidirectionnelle graduée 60 minutes et son disque Cerachrom en font une montre de plongée de référence.

## Modèles actuels
| Numéro de modèle | Nom du modèle         | Matière        | Cadran | Lunette        | Mouvement | Production |
| ---------------- | --------------------- | -------------- | ------ | -------------- | --------- | ---------- |
| 126610LN         | Submariner Date 41 mm | Acier          | Noir   | Céramique/Noir | 3235 COSC | 2020-      |
| 126610LV         | Submariner Date 41 mm | Acier          | Noir   | Céramique/Vert | 3235 COSC | 2020-      |
| 124060           | Submariner 41 mm      | Acier          | Noir   | Céramique/Noir | 3230 COSC | 2020-      |
| 126613LB         | Submariner Date 41 mm | Acier/or jaune | Bleu   | Céramique/Bleu | 3235 COSC | 2020-      |
| 126613LN         | Submariner Date 41 mm | Acier/or jaune | Noir   | Céramique/Noir | 3235 COSC | 2020-      |
| 126618LN         | Submariner Date 41 mm | Or jaune       | Noir   | Céramique/Noir | 3235 COSC | 2020-      |
| 126618LB         | Submariner Date 41 mm | Or jaune       | Bleu   | Céramique/Bleu | 3235 COSC | 2020-      |
| 126619LB         | Submariner Date 41 mm | Or gris        | Noir   | Céramique/Bleu | 3235 COSC | 2020-      |

## Anciens modèles
| Numéro de modèle | Production | Remarque |
| ---------------- | ---------- | --- |
| 6200             | 1955       | Explorer dial : ce modèle est apparu deux ans après le 6204 mais à des numéros de série inférieurs (ce qui voudrait dire qu'il a été préparé avant la 6204). C’est la première Submariner à utiliser la couronne 8mm. Les premiers modèles n'indiquent pas Submariner sur le cadran qui indique en revanche 3, 6 et 9 en chiffres arabes à la place des rectangles. Certains modèles ont le logo Rolex Oyster Perpetual plus petit (sans indication Submariner) que les autres modèles (avec indication Submariner) qui semblent être les plus nombreux. La trotteuse et les aiguilles sont les mêmes que celles du second modèle 6205. Elle serait étanche à 200 m. Le calibre est un calibre A296 (plus large que le A260 de 3,1 mm). Elle utilise du radium pour la luminosité. |
| 6204             | 1953-1955  | Premier modèle à indiquer Submariner sur le cadran à 6 heures (mise sur le marché en 1954, la production ayant démarré en 1953). Aucune autre mention que le modèle et Rolex Osyter Perpetual. Elle serait étanche à 100m de profondeur. Pas de graduation sur la lunette (bezel) entre 0 et 15. Les heures sont indiquées par des triangles et rectangles. Les aiguilles ont une forme de crayon taillé avec un petit cercle (lolipop) à l’extrémité de la trotteuse qui mord sur les secondes (allant jusqu'au bout du boîtier). L'aiguille des minutes mord également sur les minutes. Les mentions, les aiguilles et les indications des minutes ont une couleur dorée (gilt) sur un cadran (dial) mat. Les heures sont entourées d'un cercle doré. Le cadran indique "Swiss". La couronne (crown) est petite (5,3 mm). Le calibre est un calibre A260 (26,4 mm). Il existe une version rare utilisant le terme Sub-Aqua plutôt que Submariner (pour le marché anglais). Elle utilise du radium pour la luminosité. |
| 6205             | 1953-1957  | Premier modèle : Modèle n'indiquant pas Submariner ni "Swiss" sur le cadran à 6 heures. Elle est pour le reste proche du modèle 6204. La couronne est légèrement plus épaisse (6mm) Ce sera le dernier modèle sans l'aiguille dite "Mercedes". Second modèle : modèle indiquant Submariner et "Swiss" sur le cadran à 6 heures. Le cercle figurant sur l'aiguille de la trotteuse n'est plus à son extrémité mais aux deux-tiers de l'aiguille et la trotteuse ne mord plus sur les secondes (elle s'arrête un peu avant) contrairement à celle des minutes qui mord encore. L'aiguille des heures a le fameux sigle ressemblant à celui de Mercedes. |
| 6536             | 1954-1958  | Couronne de 6mm. |
| 6536/1           | 1957-1961  | Premier modèle (1956-1957) : indication de l'étanchéité à 100 m-330 ft au-dessus de Submariner à 6 heures faisant la premier modèle à 4 lignes avec Rolex Oyster Perpetual indiqué à 12 heures Le cadran et les aiguilles (à l'exception de la trotteuse) sont toujours dorés (l’indication de l'étanchéité étant plus mate que les autres lignes). L'aiguille des heures est plus courte que les précédents modèles. La trotteuse est blanche au lieu d'être dorée. Calibre 1030 (5,85 mm). Couronne de 6 mm. Deuxième modèle (1957) : similaire au premier modèle avec deux particularités. Un triangle rouge à 12 heures sur la lunette et le cercle sur la trotteuse est plus petit. Les aiguilles des secondes et de la trotteuse mordent toujours sur les minutes du cadran. Troisième modèle (1957-1958) dite version finale : elle se différencie notablement des deux premiers modèles par les marquages entre la position 0/60 et 15. Par ailleurs, l'aiguille (fine) des secondes n'est plus blanche mais couleur laiton (comme les autres aiguilles). Le marquage rond et rectangle des minutes est un petit plus petit que le précédent modèle. |
| 6538             | 1957-1961  | Modèle "4 lignes" (1956-1959) : il s'agit d'un modèle qui ressemble au deux premiers modèles de la 6536 (triangle rouge, sans marquage entre le 0/60 et le 15), mais avec une couronne plus grande (8mm). C'est la fameuse montre portée par Sean Connery dans le film Dr. No (1962). Le modèle est dit "4 lignes" car à 6 heures figure sur 4 lignes les mentions suivantes : "200 m = 660 ft/Submariner/Officially Certified/Chronometer". Le modèle (Submariner) est de couleur dorée alors que les autres mentions des 4 lignes sont de couleur blanche/argentée. C'est la première Submariner a indiqué une certification de son chronomètre sur son cadran. L'aiguille des secondes est moins fine que le modèle "2 lignes" et normalement toujours de couleur blanche. Modèle "2 lignes" (1956-1959) : à la différence du modèle précédent, le modèle "2 lignes" indique à 6 heures seulement "200 m = 660 ft/Submariner". Il présente également un marquage entre la position 0/60 et 15. Ce modèle peut avoir l'aiguille (fine) des secondes soit blanche soit de couleur laiton.                                                                   |
| A/6538           | 1957       | |
| 5508             | 1958-1965* | *ou 1958-1962 ? L'indication à 6 heures est "100 m = 330 ft/Submariner". Au cours de sa production, le triangle rouge présent à l'origine passera en triangle argenté, dans les deux cas avec le marquage entre les positions 0/60 et 15. En 1962, le radium sera abandonné au fur et à mesure pour le tritium. C'est le dernier modèle qui n'aura pas de protection pour la couronne (crown guard). |
| 5510             | 1959*      | *ou 1958 ?. C'est le dernier modèle Submariner utilisant une couronne "8 mm". Le modèle ressemble au modèle 6538 "2 lignes". C'est l'un des premiers modèles à utiliser le calibre 1530 (introduit en 1957) avec pour les premiers mouvements 17 rubis puis 24 et 25. |
| 5512             | 1959-1978  | Modèle "square crown guard" (1959) Modèle "eagle beak crown guard" (1959) Modèle "pointed crown Guard" (1959-1963) Modèle cardan mate, "meters first" (1967-1969) Modèle cadran mate, "feet first" (1969-1980) |
| 5513             | 1962-1990  | Modèle "pointed crown guard" (1962-1963) Modèle "explorer dial" (1962-1965) Modèle "souligné" (1963-1964) Modèle "double Suisse souligné" (1963) Modèle "cadran brillant, open chapter ring" (1964-1966) [à suivre] |
| 5514             | 1972-78    | COMEX |
| 5517             | 1972-1978  | Produite uniquement pour l'armée anglaise (environ 1000 exemplaires) |
| 5513/17          | 1972-1978  | |
| 1680             | 1965-1978  | |
| 16800            | 1977-1987  | |
| 168000           | 1988-1989  | |
| 16610            | 1989-2010  | |
| 14060            | 1990-2011  | |
| 14060M           | 1998-2011  | |
| 16610LV          | 2003-2010  | Modèle du 50e anniversaire, aka "Kermit" |
| 116610LN         | 2010-2020  | |
| 116610LV         | 2010-2020  | aka "Hulk" |
| 114060           | 2012-2020  | |
| 116613LB         | 2009-2020  | |
| 116613LN         | 2009-2020  | |
| 116618LN         | 2009-2020  | |
| 116619LB         | 2008-2020  | |